# Friedrich Schmitz-Bellinger
Friedrich Schmitz-Bellinger (* 25. März 1891 in Lüttringhausen, jetzt Remscheid; † 24. Januar 1947 in Leipzig) war ein deutscher Maler.

## Leben und Werk
Schmitz-Bellinger absolvierte eine kaufmännische Lehre und arbeitete in Leipzig als kaufmännischer Angestellter in der Leipziger Strick- und Wirkwarenfabrik Gebr. Frank. Um künstlerisch als Maler arbeiten zu können, gab er diese Tätigkeit 1924 auf. Er zog in das Künstlerhaus Leipzig, wo er enge Kontakte zu weiteren Leipziger Künstlern pflegte. Ab 1927 stellte er Bilder u. a. in Breslau und Hannover aus. Er pflegte regen Kontakt u. a. mit den Leipziger Malern Alfred Frank, Hanns Rossmanit, Herbert Hauwede und dem Bildhauer Walter Zimmermann (1901–1966). 
In der Zeit des Nationalsozialismus war Schmitz-Bellinger Mitglied der Reichskammer der bildenden Künste. Frühere Bilder, die nicht dem nazistischen Kunstkanon entsprachen, galten den Nazis jedoch als „entartet“. Er erhielt wohl zeitweilig ein Ausstellungsverbot, und es wurde ihm die Einweisung ins KZ oder in eine Irrenanstalt angedroht. 
1944 zog Schmitz-Bellinger nach Grimma und später mit seiner Frau nach Waldsteinberg. In dieser Zeit lernte er Gerhard Stengel kennen. Schmitz-Bellinger war in dieser Zweit weitgehend mittellos. Der Grimmaer Rechtsanwalt Rudolf Schiff (* 1908) förderte ihn und kaufte einige seiner Bilder. 1977 stiftete Schiff den Großteil seiner Sammlung dem Kreismuseum Grimma und 1977 und 2000 dem Leipziger Museum der bildenden Künste 57 teils doppelseitig bemalte Gemälde, 99 Zeichnungen und 15 Grafiken Schmitz-Bellingers, darunter neun Selbstbildnisse.

## Ausstellungen (Auswahl)
- 1953: Grimma, Galerie Kunst der Zeit („Friedrich Schmitz-Bellinger zum Gedächtnis“)

Gruppenausstellungen
- 1934: Leipzig, Neues Grassi-Museum („Kulturwoche 1934 Leipzig“ der NS-Kulturgemeinde)
- 1934: Dresden, Brühlsche Terrasse („Sächsische Kunstausstellung“)
- 1936, 1940, 1942 und 1943: Leipzig, Museum der bildenden Künste („Große Leipziger Kunstausstellung“)

- 2008/2009: Museum der bildenden Künste Leipzig  („Kopf oder Zahl. Leipziger Gesichter und Geschichten 1858 – 2008“)[5]
- 2019: Museum der bildenden Künste Leipzig  („Sammlung im Blick: Leipziger Kunst 1900–1945“)